# (10287) Smale
(10287) Smale est un astéroïde de la ceinture principale.

## Description
(10287) Smale est un astéroïde de la ceinture principale. Il fut découvert le 21 octobre 1982 à Naoutchnyï par Lioudmila Karatchkina. Il présente une orbite caractérisée par un demi-grand axe de 2,44 UA, une excentricité de 0,25 et une inclinaison de 4,6° par rapport à l'écliptique.

## Compléments